# Omara Portuondo e Maria Bethânia - Ao Vivo
Omara Portuondo e Maria Bethânia – Ao Vivo é um DVD, lançado em 9 de outubro de 2008 e com direção de Mário Aratanha, que registra o emocionante encontro da maior cantora cubana da atualidade, Omara Portuondo, e da diva brasileira, Maria Bethânia, na turnê Omara Portuondo Maria Bethânia, feita pelas duas artistas no país desta.
Consideradas no Brasil e em Cuba intérpretes da alma de seus países, elas conseguiram ir além do fato de serem grandes cantoras para protagonizar um dos mais belos encontros musicais dos últimos anos. Depois de gravarem um disco com repertório cubano e brasileiro, intitulado Omara Portuondo e Maria Bethânia, elas percorreram o Brasil (com esticadas em Buenos Aires e Santiago do Chile) com o espetáculo que dá origem ao DVD.
O espetáculo, gravado ao vivo nos dias 4 e 5 de abril no Palácio das Artes, em Belo Horizonte, e com direção de Jaime Alem e Swami Jr.,tem duração de 100 minutos e foi lançado pelo selo Biscoito Fino.
O cenário de Gringo Cardia é bonito e funcional, explorado com sensibilidade pelas imagens. Porém, para um DVD que não deixa de ser promessa de perenizar a emoção de um show, fica faltando material extra (resumido à discografia das duas cantoras).
Juntamente com o DVD foi lançado, pela Editora Nova Fronteira, o livro Omara & Bethânia - Cuba & Bahia. O volume de luxo é uma coletânea de ensaios e fotografias que remarcam a semelhança entre os dois países, e que traz como bônus o DVD do show das duas cantoras.